# Odile Singa
Odile Singa (née le 29 décembre 1967 à Saint-Denis à La Réunion) est une athlète française, spécialiste des épreuves de sprint. 

## Biographie
Elle remporte trois titres de championne de France en plein air : un sur 100 m en 1995, et deux sur 200 m, en 1989 et 1994, ainsi qu'un titre sur 60 m en salle en 1991. 
Lors des championnats d'Europe de 1990, à Split en Yougoslavie, elle porte son record personnel sur 200 m à 23 s 23, établissant la meilleure marque de sa carrière sur cette distance. Elle se classe par ailleurs quatrième de la finale du relais 4 × 100 m.
En 1992, elle termine deuxième du relais 4 × 100 m de la Coupe du monde des nations à La Havane, en compagnie de Valérie Jean-Charles, Odiah Sidibé et Marie-José Pérec.
Aux championnats du monde d'athlétisme 1995 de Göteborg, elle se classe cinquième du relais 4 × 100 m après avoir établi un nouveau record de France en séries en 42 s 56.

### Palmarès
| Date | Compétition                | Lieu      | Résultat | Épreuve   |
| ---- | -------------------------- | --------- | -------- | --------- |
| 1992 | Coupe du monde des nations | La Havane | 2e       | 4 × 100 m |

### Records
| Épreuve | Performance | Lieu     | Date         |
| ------- | ----------- | -------- | ------------ |
| 100 m   | 11 s 70     | Göteborg | 6 août 1995  |
| 200 m   | 23 s 23     | Split    | 30 août 1990 |